# 빌리 하울
빌리 하울(영어: Billy Howle, 1989년 11월 9일 ~ )은 잉글랜드의 배우이다. 하울은 E4 텔리비전 시리즈 《글루》의 제임스 워릭 역할로 잘 알려져 있다. 그는 영화 《예감은 틀리지 않는다》에서 짐 브로드벤트가 분한 토니 웹스터의 아역으로 장편 데뷔하였다. 그는 또한 역사 전쟁 영화 《덩케르크》에 출연했다. 하울은 다음 작품으로 시얼샤 로넌의 상대역으로 출연한 드라마 영화 《체실 비치에서》과, 안톤 체호프의 동명의 연극을 각색한 영화 《더 시걸》, 그리고 넷플릭스 영화 《아웃로 킹》에 출연하였다.
하울은 프라다 S/S16 모델로 활약했다.

## 출연 작품

### 영화
| 년도 | 제목                                        | 역할                | 참고      |
| ---- | ------------------------------------------- | ------------------- | --------- |
| 2017 | 예감은 틀리지 않는다 The Sense of an Ending | 어린 토니 웹스터    |           |
| 2017 | 덩케르크 Dunkirk                            | 페티 하사관         |           |
| 2017 | 체실 비치에서 On Chesil Beach               | 애드워드 메이휴     |           |
| 2018 | 더 시걸 The Seagull                         | 콘스탄틴 트레플레프 |           |
| 2018 | 아웃로 킹 Outlaw King                       | 웨일스 공 에드워드  | 제작 후반 |

### 텔레비전
| 년도 | 제목                                           | 역할        | 참고 |
| ---- | ---------------------------------------------- | ----------- | ---- |
| 2014 | 글루 Glue                                      | 제임스 워릭 |      |
| 2016 | 검찰 측의 증인 The Witness for the Prosecution | 레오나드 볼 |      |